# Джибладзе, Владимир Георгиевич
Владимир Георгиевич Джибладзе (груз. ვლადიმერ გიორგის ძე ჯიბლაძე, 18 января 1879, Хунджулаури — 9 февраля 1938, Коммунарка) — грузинский политик, член Всероссийского учредительного собрания и Учредительного собрания Грузии (1919—1921).

## Биография
Родился в крестьянской семье. Грузин. Начальное образование получил в четырёхклассной сельской школе Кулаши, затем учился в Тифлисской ремесленной школе, но обучение не закончил.
С 1896 года работал слесарем в главных мастерских Закавказской железной дороги; входил в первые нелегальные социал-демократические кружки рабочих.
С 1897 года — член Российской социал-демократической рабочей партии. Под полицейским политическим надзором с 1898. В 1901 году за участие в забастовке на главных железнодорожных станциях был арестован и выслан из Тифлиса. По другим сведениям выслан в Архангельскую губернию в 1903 году за организацию забастовки. Слесарь завода Нобеля в Батуме, там стал одним из первых распространителей социал-демократических идей и вскоре был избран членом Комитета работников-социал-демократов. Партийное прозвище «Петров». В том же году был арестован снова и на три года выслан в Архангельскую губернию. Бежал из ссылки и вернулся в Грузию.
С 1905 года примыкал к меньшевикам. Делегат Стокгольмского съезда РСДРП от кутаисской организации Российской социал-демократической партии (1905).
12 июня 1912 года был арестован в Батуми, 28 мая 1913 года приговорён к высылке в Сибирь на пожизненное поселение. Вернулся из ссылки после февральской революции 1917 года.
Избран членом исполнительного комитета Тбилисского Совета рабочих и солдатских депутатов и членом Центрального комитета Грузинской социал-демократической партии.
В ноябре 1917 года — членом Национального совета Грузии.
В декабре 1917 года выступил одним из организаторов Красной гвардии Грузии (впоследствии — Народная гвардия), избран членом Генерального штаба гвардии.
В конце 1917 или в начале 1918 года был избран во Всероссийское учредительное собрание в Закавказском избирательном округе по списку № 1 (меньшевики).
Член Закавказского сейма с февраля 1918 года. Член парламента Демократической Республики Грузии.
12 марта 1919 года избран членом Учредительного собрания Грузии по списку Социал-демократической партии Грузии, был членом Военной комиссии.
Участвовал в боевых действиях, проводимых Народной гвардией.
В 1921 году, во время советизации Грузии участвовал в боях против Красной Армии; после подавления сопротивления остался в Грузии и жил в родной деревне.
30 апреля 1921 года вместе с другими лидерами меньшевиков был арестован и отправлен в Тифлис по приказу Чрезвычайной комиссии СССР.
5 июля 1921 года получил три месяцам лишения свободы; находился в исправительном доме № 2 «Метехи».
16 декабря 1922 года вместе с 52 другими политзаключёнными был отправлен в Москву; находился в Суздальской тюрьме. После истечения срока заключения был выслан в Центральную Азию (?), где работал сотрудником склада «Боржомвод».
Неоднократно (1931, 1933, 1935) арестовывался за антисоветскую деятельность, лишался права проживания в СКК и Закавказье, Москве и области. В мае 1936 выслан в Йошкар-Олу на 3 года.
13 ноября 1937 года был арестован в селе Коряково (ныне не существует) и отправлен в Москву. 8 февраля 1938 года приговорён к смертной казни за участие в «контрреволюционной террористической организации».
Расстрелян на полигоне Коммунарка.
Реабилитирован в 1991.